# Архимандрит Иларион (Весић)
Иларион (рођен Иван Весић, Пепељевац, 10. октобар 1852 - Крушевац, 8. август 1906) био је архимандрит и ректор призренске богословије.

## Биографија
Архимандрит Иларион био је парохијски свештеник пуних шеснаест година, али по смрти супруге и на иницијативу Митрополита Михаила 1887. године одлази у Русију. Тамо ће завршити  Кијевску Духовну Академију са ученим степеном кандидата богословља. По повратку у Србију био је постављен за предавача богословије, а нешто касније ће се и замонашити и као архимандрит биће изабран за ректора призренске богословије. 
Ректор ће бити од 1. новембра 1891. до 30. јуна 1896. године, а након овог периода биће изабран за директора мушке и женске српске Гимназије у Скопљу и на овом положају ће остати све до наредне 1897. године. 
Када се вратио у Србију добио је годину дана одсуства за одмор и припрему за професорски испит, за то време управљао је манастиром Раковица. Када је 1898. положио професорски испит, вратио се професури на богословији.
Носилац је Ордена Св. Саве III степена и Сребрне медаље Великог Милоша.